# Catherine von Heidenstam
Anne-Catherine von Heidenstam, född 25 februari 1943 i Maria Magdalena församling i Stockholm, är en svensk jurist och diplomat.
Catherine von Heidenstam är dotter till godsägaren Rolf von Heidenstam och hans första hustru Anna-Stina Wiklund samt sondotter till industrimannen Rolf von Heidenstam. Efter juridikstudier blev hon juris kandidat vid Lunds universitet 1970. Hon har senare varit förste ambassadsekretetare i Hanoi och därefter ambassadör i Tunisien, vid Utrikesdepartementet i Stockholm  samt 2006–2011 i Prag i Tjeckien. 
Hon är kommendör av Finlands Vita Ros’ orden, och mottog 2004 den isländska falkorden i form av storriddarkorset med stjärna.
Hon var 1975–1995  gift med Thord Palmlund (1931–2024), med vilken hon fick två söner, födda 1975 respektive 1978, som antagit släktnamnet von Heidenstam.